# Jaimini
Yaimini fue un antiguo rishi (sabio) y filósofo indio, que creó la escuela mimansa (incluida dentro del hinduismo).
- jaimini, en el AITS (alfabeto internacional de transliteración del sánscrito).
- जैमिनि, en letra devánagari.

Fue discípulo del mítico rishi Viasa, el hijo del rishi Parashará.

## Obras importantes de Yaimini

### «Mimamsa sutra»
Yaimini es reconocido por su gran tratado Mimansa-sutra (‘aforismos sobre la investigación’), o Karma-mimamsa (‘análisis de la acción [ritual]’), un sistema que investiga la naturaleza de las afirmaciones del Rig-veda (el texto más antiguo de la India, de mediados del II milenio a. C.). Este texto fundaría la doctrina mimamsa, una de las seis dárshanas o doctrinas del hinduismo.
El texto se data en el siglo III a. C.[cita requerida]
Contiene 3000 sutras.
Algunos sugieren que aún en el caso de existir un Yaimini histórico, quizá este no fuera el autor del Mimamsa-sutra, debido a la clara datación del texto en una época muy posterior al tiempo védico por la referencia a elementos identificables teóricamente con la época posterior a la emergencia del budismo, y menciones considerables como anacronismos, así como el uso de términos posteriores; sin embargo, otros argumentan, que la datación del texto que ha quedado no tiene por qué corresponderse con la procedencia original de su contenido, pudiendo tratarse de una copia actualizada con adaptaciones para una época de divulgación más tardía, así como con interpolaciones de autores de épocas póstumas, y traducciones que empleasen términos nacidos en tiempos más adelantados, tal como ha quedado probado que era costumbre hacer en otros varios textos del estilo, como los Puranas, y que fueran progresivamente siendo incluidos como parte del corpus original por los copistas.
El texto contiene una exégesis del Rig-veda con respecto a las prácticas rituales (karma) y el deber religioso (dharma); también comenta las primeras Upanishad (de los últimos siglos del I milenio a. C. El movimiento mimamsa de Yaimini es una doctrina ritualista que funcionó como una contrarrevolución en contra del misticismo de la nueva doctrina vedanta, que en esa época se estaba desarrollando muchísimo.
En esa época el vedanta se daba a conocer como la nueva doctrina mimansa, por lo que la otra doctrina mimansa fue denominada purva-mimansa (el mimansa anterior o el análisis antiguo); igualmente el texto fue denominado con el retrónimo Purva-mimansa-sutra.
El texto fue comentado por Śābara (siglo II o I a. C.).

### «Yaimini-bhárata»
Se considera que Yaimini es el autor de una obra épica, el Yaimini-bhárata, que presenta una versión del Majábharata (que desarrolla principalmente la sección sobre el sacrificio védico del caballo «Aswamedha parva»).

### «Yaimini-sutra»
Los Yaimini-sutra (‘aforismos de Yaimini’) o Upadesha-sutra (‘aforismos con instrucciones’) es una obra clásica en la forma de un extenso comentario al Brijat-parashará-jora-shastra, que dio lugar al «sistema Yaimini de astrología», que está relacionado con la astrología hinduista.

## Otras menciones

### «Sama-veda»
Cuando el rishi Veda Viasa dividió los antiguos himnos védicos en cuatro partes, de acuerdo a su uso en los ritos sacrificiales, se los enseñó a cuatro discípulos:
- Paila (Rig-veda)
- Vaisampaiana (Iáyur-veda)
- Yaimini (Sama-veda) y
- Sumantu (Átharva-veda).

Él [Viasa] dividió el Veda en cuatro: Rig, Iáyur, Sama y Átharva. Se dice que las historias [los Itijasa, como el Majábharata y el Ramaiana] y los Puranas serían el quinto Veda».
Anónimo (Brahmanda-purana 1, 4, 21)

### «Markandeia-purana»
Uno de los 18 Puranas principales, el Markandeia-purana, se presenta como un diálogo entre el sabio Yaimini y el sabio Markandeia.

## Muerte de Yaimini
Cuenta la leyenda que el sabio Yaimini fue aplastado por elefantes.
En la literatura de la India es común que los sabios tuvieran muertes violentas: por ejemplo, 
el sabio Gótama fue comido por caníbales (raksasas),
el sabio Parashara fue comido por lobos en un bosque, y
el sabio Viasa fue asesinado en un palacio por los hijos del rey-dios Krisna.